# Walter Tewksbury
Walter Beardsley Tewksbury, né le 21 mars 1876 à Ashley en Pennsylvanie et décédé le 25 avril 1968 à Tunkhannock, était un athlète américain qui a été plusieurs fois champion olympique.

## Biographie
Walter Tewksbury, fils de Mary Harper Tewksbury et du Dr Anderson Tewksbury, a étudié la médecine dentaire à l'université de la Pennsylvanie où il obtenait son diplôme en 1899. Pendant ses études, il était coureur dans l'équipe de l'université. En 1898 et 1899, il a remporté sur 110 et 220 yards les championnats de l'IC4A (Intercollegiate Association of Amateur Athletes of America), ce qui correspondait à un titre national universitaire. Malgré ces succès, il était surtout considéré, avec ses 1,86 m, comme un spécialiste des haies.
Tewksbury retourna, après ses études, dans sa famille qui vivait dans la petite localité de Tunkhannock et semblait perdu pour le monde du sport. C'est au légendaire entraîneur Mike Murphy, qui était son coach pendant ses études, que revint le mérite de sa participation aux Jeux de 1900 à Paris. Murphy l'avait rencontré par hasard, alors qu'il cherchait de la verrerie pour sa collection, il tombait sur la famille Tewksbury.
Aux Jeux, Walter Tewksbury réussissait à se classer parmi les trois premiers des cinq compétitions auxquelles il a participé. Sur 200 m et 400 m haies, il devenait champion olympique. La course du 400 m haies était une particularité pour les athlètes américains qui n'avaient aucune expérience car cette distance n'était pas couru aux États-Unis à cette époque. La difficulté de cette course était encore aggravée car en fait de haies, il n'y avait pas les traditionnelles haies en bois mais des poteaux de téléphone de 8 m de long qui était posée en travers de la piste pour former un obstacle de 1 m de hauteur. Ses talents de hurdlers permirent à Tewksbury de très bien s'accommoder de ces conditions.
Sur 60 m et 100 m, Tewksbury se classait deuxième derrière son ancien camarade d'études, Alvin Kraenzlein (60 m) et Frank Jarvis (100 m). La finale du 100 m avait un contexte particulièrement explosif car Jarvis et Tewksbury avaient, pendant les séries, établi un inofficiel record du monde en 10 s 8. La finale était très serrée avec une victoire de Jarvis avec environ un demi mètre d'avance sur Tewksbury.
Tewksbury remportait sa cinquième médaille avec une troisième place sur 200 m haies derrière Kraenzlein et Norman Pritchard. Tewksbury réussissait une performance non égalé depuis. Aucun athlètes n'a réussi à obtenir plus de médailles dans des courses individuelles en de mêmes Jeux olympiques.
Tewksbury n'avait aucun intérêt dans une carrière sportive. Directement après les Jeux de Paris, il retourna à Tunkhannock et s'y installa comme dentiste. Il pratiqua pendant 34 ans là-bas et y était un homme respecté et reconnu. Il reçut de nombreux honneurs. En 1965, il reçut une médaille d'honneur de l'université de Pennsylvanie. Il est mort peu avant son 92e anniversaire.

## Palmarès

### Jeux olympiques d'été
- Jeux olympiques d'été de 1900 à Paris ( France)
  -  Médaille d'or sur 200 m en 22 s 2
  -  Médaille d'or sur 400 m haies en 57 s 6
  -  Médaille d'argent sur 60 m en 7 s 1
  -  Médaille d'argent sur 100 m en 11 s 1
  -  Médaille de bronze sur 200 m haies en 26 s 9

### Remarques
À l'exception des temps des vainqueurs, les temps des autres concurrents sont estimés car il n'y avait pas de mesures du temps de ces coureurs. Seul le retard sur le vainqueur ou le concurrent précédent était établi avec une estimation d'une longueur.

## Sources
- (de) Cet article est partiellement ou en totalité issu de l’article de Wikipédia en allemand intitulé « Walter Tewksbury » (voir la liste des auteurs).